# Murder, She Wrote
Murder, She Wrote es una serie de televisión estadounidense que se emitió entre 1984 y 1996, contabilizando un total de 264 capítulos. En regiones de habla hispana fue conocida como (La) Reportera del crimen en Hispanoamérica, como Se ha escrito un crimen en España, como Escritora de misterio en Perú, y como Al estilo Agatha Christie en Argentina. Protagonizada por la actriz británica Angela Lansbury, pertenece al género de intriga o misterio. La serie fue producida para la cadena CBS, una de las más importantes de Estados Unidos, y tuvo un gran éxito local e internacional, llegando a emitirse en casi todo el mundo a través de las principales cadenas y canales como Canal 5 de México, Canal 13 de Chile, Monte Carlo Televisión de Uruguay, Caracol Televisión de Colombia, Venezolana de Televisión y Televen de Venezuela y La 1 y La 2 de España (desde el 9 de noviembre de 1986 hasta el 25 de mayo de 2000). Sigue reponiéndose en distintos países: en España se emitió en los canales autonómicos, FOX Crime (desde el 18 de junio de 2010 hasta el 30 de septiembre de 2014), Atreseries (desde el 11 de abril de 2016 hasta el 8 de junio de 2018), Paramount Network (desde el 1 de octubre de 2018 hasta el 23 de diciembre de 2021) y Decasa (desde el 4 de abril de 2022 hasta el presente); en el Reino Unido la emiten en ITV2; y en Hispanoamérica se transmite en FX.

## Estructura y argumento
La protagonista es Jessica Beatrice Fletcher (Angela Lansbury), una profesora de inglés que, tras jubilarse y ante el fallecimiento de su esposo, se lanza a la aventura de ser escritora de novelas de misterio, alcanzado el éxito como J. B. Fletcher. Su lugar de residencia es Cabot Cove, un pintoresco pueblo –ficticio– de la costa del norteño estado de Maine, cerca de Portland. Sin embargo, también realiza frecuentes viajes por toda la geografía de los Estados Unidos e incluso al extranjero, ya sea para promocionar sus libros, para dar conferencias o para visitar a algunos familiares (en especial a sus numerosos sobrinos) y a amigos (como el comisario Tupper), etc. En temporadas posteriores de la serie se traslada a vivir a Nueva York.
El personaje de Jessica Fletcher está inspirado en el personaje de Miss Marple, de la famosa escritora inglesa Agatha Christie. Antes de ofrecerle el papel a Angela Lansbury, los productores barajaron a otras actrices como Jean Stapleton o Doris Day; pero esta contaba con una ventaja: había encarnado acertadamente a Miss Marple en la exitosa película El espejo roto (1980), sobresaliendo en un plantel de estrellas veteranas (Elizabeth Taylor, Rock Hudson, Kim Novak...), por lo cual su elección ofrecía garantías y resultó un total acierto. 
Todos los capítulos tienen una estructura similar. El caso es que donde quiera que ella esté se acaba cometiendo un asesinato. A partir de ahí, se dedica a investigar, como si fuera la protagonista de sus propios libros, e interroga a los testigos, examina las pruebas, visita los lugares del suceso, etc. Normalmente las autoridades locales no la ven con buenos ojos, pues siempre interfiere en sus pesquisas y además se dedica a rebatir sus conclusiones, dejándolos en ridículo: mientras la policía opta por el camino fácil a base de razonamientos simples y conclusiones precipitadas, Jessica es mucho más sutil y observadora. También es frecuente que un conocido o familiar de Jessica sea injustamente acusado del crimen. Al final, Jessica siempre acaba descubriendo al verdadero autor del crimen, que nunca es la persona de la que se sospecha al principio. En todos los capítulos al final el propio autor del crimen acaba confesando su culpa y exponiendo sus motivaciones. De este modo, nunca queda ningún cabo suelto y el espectador está seguro de quién es el culpable.
Cada episodio es autoconclusivo, es decir, tiene un principio y un final claros, y el argumento de un capítulo no guarda relación con el anterior o el posterior. A partir de aquí, a lo largo de los años hubo algunas variaciones, que sin embargo no alteraron lo fundamental. Algunos episodios son dobles, es decir que se desarrollan a lo largo de dos capítulos. 
Buena parte de los episodios están ambientados en Cabot Cove, donde Jessica reside habitualmente, y allí hay personajes habituales que la ayudan, como su mejor amigo, el Dr. Seth Hazelet (William Windom), médico de Cabot Cove que estuvo presente en la serie durante muchos años, entre 1985 y 1996, o el comisario local Amos Tupper (Tom Bosley), que intervino entre 1984 y 1988, siendo luego sustituido por el comisario Mort Metzger (Ron Masak), que estuvo en antena entre 1989 y 1996. En otros episodios la trama transcurre en lugares de lo más variados, a lo largo y ancho de Estados Unidos, o bien en otros países que visita, en función del lugar donde se encuentre la protagonista.
Otro personaje habitual en las primeras temporadas fue Harry McGraw (Jerry Orbach), un detective privado que se hizo bastante popular entre el público y que incluso llegó a independizarse en 1987 con su propia serie de televisión The Law & Harry McGraw, aunque no tuvo éxito.
En 1988 hubo un episodio donde Jessica Fletcher compartió protagonismo con su amigo Dennis Stanton (Keith Michell), un exladrón de joyas que ahora es investigador y viene a ser un trasunto masculino de la escritora. Posteriormente, Stanton protagonizó otros ocho episodios de la serie entre 1989 y 1993.
La actriz Angela Lansbury además interpretó en dos capítulos de la serie a una prima pelirroja de Jessica, Emma MacGill, una actriz musical que al igual que la escritora se topa con más de un asesinato, pero cuyo carácter no se parece en nada al de Jessica y además sí se involucra en relaciones sentimentales.

## Estrellas invitadas
La serie se benefició, a lo largo de su historia, de la presencia de decenas de estrellas invitadas que intervinieron en algún o algunos episodios. Algunas eran viejas glorias del cine, que aceptaron papeles fugaces como una manera de recuperar vigencia en el pujante medio televisivo. El papel protagónico de Angela Lansbury y el tratamiento amable y comedido de los argumentos eran un poderoso aval para que muchas estrellas aceptasen participar. Entre ellas destacan Virginia Mayo, Van Johnson, José Ferrer, Leslie Nielsen, Stewart Granger, Cyd Charisse, Yvonne de Carlo, Vera Miles, Stuart Whitman, Carrie Snodgress, Pat Morita, Rod Taylor, Joanna Cassidy, Shirley Jones, Teresa Wright, Richard Roundtree, Patrick McGoohan, Roddy McDowall, Jean Simmons, Brenda Vaccaro,  Martin Landau, Margot Kidder, Amy Brenneman y Jeff Yagher.
La serie, además, dio trabajo a algunas estrellas jóvenes, emergentes, que alcanzarían fama mundial pocos años después. Entre ellas figuran Joaquín Phoenix, Andy García, Tom Selleck, Courteney Cox, George Clooney, Marcia Cross, Jenny Agutter y Cynthia Nixon.

## Episodios y telefilmes
Anexo: Episodios de Murder, She Wrote
Murder, She Wrote fue emitida en la CBS desde el 30 de septiembre de 1984 hasta el 19 de mayo de 1996. En ese tiempo se emitieron 264 episodios repartidos en 12 temporadas.
Una vez cancelada la serie, se rodaron cuatro telefilmes inspirados en la misma, que venían a ser episodios alargados con algo más de presupuesto para satisfacer a los numerosos seguidores de esta serie alrededor del mundo. Se emitieron en la CBS desde el 2 de noviembre de 1997 hasta el 9 de mayo de 2003.
| Temporada | Temporada  | Episodios | Emisión original         | Emisión original    | Emisión original |
| Temporada | Temporada  | Episodios | Primera emisión          | Última emisión      |                  |
| --------- | ---------- | --------- | ------------------------ | ------------------- | ---------------- |
|           | 1          | 22        | 30 de septiembre de 1984 | 21 de abril de 1985 |                  |
|           | 2          | 22        | 29 de septiembre de 1985 | 18 de mayo de 1986  |                  |
|           | 3          | 22        | 28 de septiembre de 1986 | 10 de mayo de 1987  |                  |
|           | 4          | 22        | 20 de septiembre de 1987 | 8 de mayo de 1988   |                  |
|           | 5          | 22        | 23 de octubre de 1988    | 21 de mayo de 1989  |                  |
|           | 6          | 22        | 24 de septiembre de 1989 | 20 de mayo de 1990  |                  |
|           | 7          | 22        | 16 de septiembre de 1990 | 12 de mayo de 1991  |                  |
|           | 8          | 22        | 15 de septiembre de 1991 | 17 de mayo de 1992  |                  |
|           | 9          | 22        | 20 de septiembre de 1992 | 16 de mayo de 1993  |                  |
|           | 10         | 21        | 12 de septiembre de 1993 | 22 de mayo de 1994  |                  |
|           | 11         | 21        | 25 de septiembre de 1994 | 14 de mayo de 1995  |                  |
|           | 12         | 24        | 21 de septiembre de 1995 | 19 de mayo de 1996  |                  |
|           | Telefilmes | 4         | 2 de noviembre de 1997   | 9 de mayo de 2003   |                  |

## Edición en DVD
| Título                       | Región 1                | Región 2                 | Región 4                 |
| ---------------------------- | ----------------------- | ------------------------ | ------------------------ |
| The Complete First Season    | 29 de marzo de 2005     | 29 de agosto de 2005     | 2 de mayo de 2007        |
| The Complete Second Season   | 6 de diciembre de 2005  | 1 de mayo de 2006        | 1 de agosto de 2007      |
| The Complete Third Season    | 14 de marzo de 2006     | 31 de julio de 2006      | 5 de septiembre de 2007  |
| The Complete Fourth Season   | 17 de octubre de 2006   | 24 de marzo de 2007      | 5 de septiembre de 2007  |
| The Complete Fifth Season    | 30 de enero de 2007     | 23 de julio de 2007      | 21 de noviembre de 2007  |
| The Complete Sixth Season    | 17 de abril de 2007     | 10 de septiembre de 2007 | 21 de noviembre de 2007  |
| The Complete Seventh Season  | 9 de octubre de 2007    | 31 de marzo de 2008      | 30 de abril de 2008      |
| The Complete Eighth Season   | 1 de abril de 2008      | 16 de junio de 2008      | 2 de julio de 2008       |
| The Complete Ninth Season    | 17 de febrero de 2009   | 20 de abril de 2009      | 3 de junio de 2009       |
| The Complete Tenth Season    | 7 de julio de 2009      | 31 de agosto de 2009     | 30 de septiembre de 2009 |
| The Complete Eleventh Season | 2 de febrero de 2010    | 26 de abril de 2010      | 4 de mayo de 2010        |
| The Complete Twelfth Season  | 23 de noviembre de 2010 | 31 de enero de 2011      | 30 de marzo de 2011      |

## Más información
- El tema musical con el que se abre cada episodio se hizo muy popular e identificador de la serie, y es obra del compositor británico John Addison, famoso autor de bandas sonoras en películas como Tom Jones (1963), La huella (1972) o Un puente lejano (1977).

- A finales de los años 1980, aprovechando su popularidad, también se comercializaron libros que seguían la estructura y el espíritu de la serie de televisión y la protagonista era por supuesto Jessica Fletcher.

- El primer episodio de la serie se tituló El asesinato de Sherlock Holmes, emitido por la CBS el 30 de septiembre de 1984.

- Gracias a esta serie, Angela Lansbury se hizo muy popular en todo el mundo, mucho más de lo que lo había sido en su larga carrera cinematográfica.

- La decisión de dejar de emitir la serie no fue motivada por baja audiencia sino porque su audiencia era principalmente gente mayor, considerada poco interesante para los anunciantes.

- En España, la actriz de doblaje de Jessica Fletcher es Marta Martorell.

- La serie recibió los siguientes premios y nominaciones a lo largo de los años:
  - Premios Primetime Emmy: 
    - John Addison ganó el de mejor composición musical en una serie en 1985.
    - Alfred E. Lehman ganó el de mejor vestuario en una serie en 1986 y fue nominado para la misma categoría en 1987 y 1988.
    - La serie fue nominada para el de mejor serie dramática en 1985, 1986 y 1987.
    - Angela Lansbury fue nominada para el de mejor actriz principal en una serie dramática en todas las ediciones desde 1985 hasta 1996.
    - Laurie Higgins, Anthony Magro, Bill Mauch, Tony Milch, Linda Moss y Steve Shearsby fueron nominados para el de mejor edición de sonido en una serie en 1985.
    - Donald Douglas fue nominado para el de mejor montaje en una serie en 1985.
    - Hub Braden fue nominado para el de mejor dirección artística en una serie en 1985, 1986, 1990, 1991, 1992, 1995 y 1996.
    - Mark Lombardo fue nominado para el de mejor dirección artística en una serie en 1985.
    - Leslie Parsons fue nominado para el de mejor dirección artística en una serie en 1985, 1986, 1987 y 1989.
    - Robert Wingo fue nominado para el de mejor dirección artística en una serie en 1985, 1986, 1987, 1989, 1990 y 1991.
    - James L. Aicholtz, Tim Cooney, Doc Kane y Rocky Moriana fueron nominados para el de mejor mezcla de sonido en una serie dramática en 1986.
    - Wally White fue nominado para el de mejor dirección artística en una serie en 1986.
    - Peter A. Shamish fue nominado para el de mejor dirección artística en una serie en 1987 y 1989.
    - Jean Simmons fue nominada para el de mejor actriz invitada en una serie dramática en 1989.
    - John Elsenbach fue nominado para el de mejor fotografía en una serie de una hora en 1990.
    - Ronald W. Smith, Gerald Solomon, Rita Bellissimo, Dino Ganziano y Ann Wadlington fueron nominados para el de mejor peluquería en una serie en 1990.
    - Mary Dodson fue nominada para el de mejor dirección artística en una serie en 1992, 1995 y 1996.
    - Fred Winston fue nominado para el de mejor dirección artística en una serie en 1992.
    - Bruce Babcock fue nominado para el de mejor composición musical en una serie en 1993 y 1995 y para el de mejor música y letra en 1994.
    - Jim H. O'Daniel y Buffy Snyder fueron nominados para el de mejor vestuario en una serie en 1993.
    - Eilish Zebrasky fue nominada para el de mejor vestuario en una serie en 1993 y 1995.
    - Bill Gregory y Lee Poll fueron nominados para el de mejor dirección artística en una serie en 1995 y 1996.
    - Shannon Litten y Don Vargas fueron nominados para el de mejor vestuario en una serie en 1995.

  - Premios Globo de Oro:
    - La serie ganó el de mejor serie dramática en 1984 y 1985 y fue nominada para la misma categoría en 1986, 1987, 1988 y 1989.
    - Angela Lansbury ganó el de mejor actriz en una serie dramática en 1984, 1986, 1989 y 1991 y fue nominada para la misma categoría en 1985, 1987, 1988, 1990, 1992 y 1994.

  - Premios Edgar Allan Poe:
    - El episodio Deadly Lady (Dama mortal en España) ganó el de mejor episodio de una serie de televisión en 1985.
    - El episodio The Dead File (Archivo cerrado en España) fue nominado para la misma categoría en 1993.

  - Premios del Sindicato de Actores
    - Angela Lansbury fue nominada para el de mejor actriz en una serie dramática en 1994.